# Атрибут (философия)
Атрибу́т — существенный, неотъемлемый признак предмета или явления (в отличие от преходящих, случайных его состояний) — то, что составляет сущность субстанции, её фундаментальное свойство, необходимый для её существования предикат.
Атрибуты совершенно независимы, то есть не могут влиять друг на друга. Однако как для субстанции в целом, так и для каждой отдельной вещи выраженность существования через атрибут протяжения и мышления согласуются: «Порядок и связь идей те же, что порядок и связь вещей».

## Протяжение
Протяжение является определяющим признаком тела, к нему через «бесконечный модус движения и покоя» сводятся все «физические» характеристики вещей.

## Мышление
Однако мир не только протяжён, ему присущ как минимум ещё один атрибут — мышление.
Термином «мышление» Спиноза обозначает бесконечную вещь, являющуюся причиной (Природа Создающая) всего содержания и процессов сознания (Природа Созданная), как в самой себе: ощущения, эмоции, собственно разум и тому подобное. Субстанцию в целом как вещь мыслящую характеризует «модус бесконечного разума». А так как мышление является атрибутом субстанции, то и любая единичная вещь, то есть любая модификация субстанции, обладает им (сознаёт не только человек, и даже не только «живое»!): все вещи «хотя и в различных степенях, однако же, все одушевлены» (Э:II, сх. к т. 13). При этом конкретную модификацию атрибута мышления Спиноза называет идеей.
На уровне человека протяжение и мышление составляют тело и душу. «Объектом идеи, составляющей человеческую душу, служит тело, иными словами, известный модус протяжения, действующий в действительности (актуально) и ничего более» (Э:II, т. 13), поэтому сложность человеческой души соответствует сложности человеческого тела. Естественно (это следует из независимости атрибутов), «ни тело не может определять душу к мышлению, ни душа не может определять тело ни к движению, ни к покою, ни к чему-либо другому» (Э:III, т. 2).
Подобное «строение» позволяет объяснить и процесс познания: Тело меняется — либо в результате воздействия внешних агентов (других тел), либо в силу внутренних причин. Душа как идея тела меняется вместе с ним (или, что то же самое, тело изменяется вместе с душой), то есть она «знает» в соответствии определённым состоянием тела. Теперь человек чувствует, например, боль, когда тело повреждено и тому подобное. Душа не имеет никакой проверки полученного знания за исключением механизмов ощущения и реакций тела.